# Пивајн (Оклахома)
Пивајн (енгл. Peavine) насељено је место без административног статуса у америчкој савезној држави Оклахома.

## Демографија
По попису из 2010. године број становника је 423, што је 65 (18,2%) становника више него 2000. године.
| Група             | 2000.       | 2010.       |
| Белци             | 158 (44,1%) | 171 (40,4%) |
| Афроамериканци    | 0 (0,0%)    | 2 (0,5%)    |
| Азијати           | 0 (0,0%)    | 0 (0,0%)    |
| Хиспаноамериканци | 1 (0,3%)    | 14 (3,3%)   |
| Укупно            | 358         | 423         |